# Purgatórium (színmű)
A Purgatórium William Butler Yeats egyik utolsó, egyfelvonásos, ún. objektív drámája, amelyet halála előtt egy évvel, 1938. március 15-én kezdett el írni. 1938. június 16-ára fejezte be, és ugyanazon év augusztus 10-én mutatták be először az Abbey Színházban. A darab publikálására 1939. július 10-én került sor Yeats Last Poems and Two Plays című kötetében, majd ugyanabban az évben az On the Boiler című kötetben, illetve 1940-ben újra megjelent a Last Poems and Plays kötet részeként.  Kategóriáját illetően a Purgatórium egy ún. objektív dráma, amihez tudni érdemes, hogy Yeats objektivitás-szubjektivitás elmélete szerint a szubjektív drámák a hős felsőbbrendűségével és eksztázissal, valamiféle egység elérésével végződnek, míg az objektív drámák horrorba, tragédiába torkollnak. 

## Cselekmény
Ez a színmű az élők és a holtak világának találkozását mutatja be, valamint ezzel együtt egy ír nemesi család hanyatlását. A mű szinte teljes sötétségben játszódik: csak egy romos ház látszik, és az egyetlen fényforrás egy magányosan álló, egykor virágzó, most kiszáradt fa. Az élő szereplők közé tartozik az Öregember és a fia (Fiú), akik messziről szemlélik, ahogy a holtak (az Öregember arisztokrata édesanyja és alacsony származású apja) újraélik a múlt egy súlyos következményeket maga után vonó eseményét: a saját fiuk megfoganásának éjszakáját. A mű hátterében négy fontos esemény áll: az Öregember édesanyja és a részeges lovász fiú házassága; a fiuk megszületése; az lovász fiú (immár az Öregember apja) felgyújtja nagy múltú, sokak által látogatott, arisztokráciát jelképező házukat; végül az Öregember, a ház és a családjuk tönkretétele miatt, leszúrja apját és az égő házban hagyja őt elégni. Az apja meggyilkolása után csavargó, házaló lesz belőle, amiért szintén az apját okolja, aki nem adott neki rendes taníttatást. A színmű már azzal kezdődik, hogy az Öregember és az ő tizenhat éves fia beszélgetnek, és távolról szemlélik házuk romjait, amelyben megjelenik két szellem: az Öregember szülei. Először csak az Öregember látja őket, és fia bolondnak tartja, nem hisz neki, sőt időközben megpróbálja ellopni apjától a pénzzel teli zsákot, és észrevétlenül elszökni vele. Az Öregember észreveszi, mire készül, és megakadályozza. Ekkor már a Fiú is meglátja, mi történik a romos házban („Úristen! Világos az ablak, / És ott áll valaki, pedig / A padlódeszka mind elégett." ). Ebben a pillanatban az Öregember leszúrja a saját fiát ugyanazzal a késsel, amivel korábban az apját („Apám és fiam: a kés ugyanaz. / Ezzel vége – nesze, nesze!”), mert azt hiszi, ezzel véget vethet annak a degenerációs folyamatnak, amelyet az apja indított el a családjukban, és azt reméli, ezzel egyben megszüntetheti édesanyja purgatóriumi szenvedéseit. A gyilkosság után már csak egy fát látni a fényben, minden mást sötétség borít. Az Öregember azt hiszi, édesanyja a fényben áll és a Mennyországba jutott, de ekkor patadobajt hall, újra jön apja szelleme, hogy találkozzon édesanyjával, újrakezdődik a holtak visszaálmodása, és az anya purgatóriumi szenvedése. Végső elkeseredettségében az Öregember Isten kegyelméért könyörög, felismeri, hogy senki más nem segíthet; élők nem avatkozhatnak bele a holtak túlvilági sorsába („Te, Isten! / Te űzd el anyám lelkéről az álmot! / Az ember itt kevés. Te segíts / Nyomorult élőkön és bűnös holtakon!”).

## Háttér
A Purgatórium keletkezésének hátterében három, Yeats munkásságában meghatározó hatás áll: Dante Alighieri, a középkori japán Nó-színház (Ezra Poundnak köszönhetően) és Edward Gordon Craig új színházelmélete. Ezra Pound nem csak a Nó-színházzal ismertette meg Yeats-et, hanem hatással volt arra is, ahogy Yeats használta és értelmezte Dante műveit a saját életművében, elsősorban az Isteni színjátékot. Dante hatása elsősorban abban figyelhető meg, ahogyan Yeats a holt lelkek halál utáni életének fázisait kidolgozta az A Vision (Látomás) című okkult munkájában. Gyakran használt fel motívumokat az Isteni színjátékból, amely elemeket aztán a saját stílusába és ír kontextusba ágyazott (ez nem csak a Purgatóriumban, hanem A csontok álmodásában is megfigyelhető).
Amikor Yeats alaposabban megismerkedett a Nó-színházzal Ezra Pound közvetítésének köszönhetően Stone Cottage-beli együttdolgozásuk idején, Yeats addigra már jelentős mértékben Edward Gordon Craig radikális dramaturgiai nézeteinek hatása alatt volt (akivel 1910 és 1913 között dolgoztak együtt). Tulajdonképpen a Nó azért nyűgözte le Yeats-et egyre jobban, és azért alkalmazta a No-színház elemeit saját műveiben, mert ezek a technikák tökéletesen illettek azokhoz, amelyeket Craiggel alkalmazni kívántak az új ír színházban: gondosan kidolgozott díszlet helyett egyszerű fényeffektek; maszkok használata; szimbolikus mozdulatok egymásutánja; anti-naturalizmus; a különböző valóságrétegek bemutatása a színpadon; a természetfölötti és a földi világ (a láthatatlan és a látható világ) találkozása; cselekménymentes cselekmény (hangsúly a táncon, a zenei elemeken, a szimbolikus mozdulatokon).  Azt azonban fontos megjegyezni, hogy Yeats nem 1913-ban találkozott először ezzel a japán színházi formával. Barátjától, Yone Noguchitól hallott először a Nó-ról 1903-ban, amikor először találkozott vele, de ekkor még Yeats nem alkalmazta a Nó-elemeket a színházában (az első dráma, amelyben ehhez folyamodott A sólyom kútjánál, amely csak Stone Cottage után került előadásra 1916-ban). Yone Noguchi meg is látogatta őket Stone Cottage-ban 1913-ban. 
Ezra Pounddal három télen keresztül (1913-14; 1914-15; 1915-16) dolgozott együtt egy kis házban a sussex-i Ashdown Forestben. Ez a közös munka a Stone Cottage Spirituális Műhely (The Stone Cottage Spiritual Workshop) néven lett ismert, amely irodalmi közreműködés a modernizmus elindítója volt. Pound ekkor Ernest Francisco Fenollosa Certain Noble Plays of Japan című művének átdolgozásán, befejezésén dolgozott, amely négy japán No-dráma fordítása, és amelyhez végül a bevezetőt (1916-ban) Yeats írta. Ez a bevezető nem csak a Nó-színházról szól, hanem Yeats saját dramaturgiájáról, saját színházi módszereiről is ír benne, vagyis arról, hogy hogyan építette bele a No-elemeket a saját dramaturgiájába. A No főleg a maszkok használata, az arisztokrata eredete, és a holtak világának megjelenítése miatt tetszett Yeats-nek, aki ebből kidolgozta a saját „visszaálmodás” (Dreaming Back) elméletét, amely a Purgatórium központi motívuma.

## Témák

### Visszaálmodás
A Purgatórium az egyik azon Yeats-drámák közül, amelyekben a szerző „visszaálmodás” elméletének gyakorlati megvalósulását látjuk. A visszaálmodás lényege, hogy a holt lelkek újraélnek egy számukra és szeretteik számára nagyon fontos múltbeli eseményt (általában azt, amely a vesztüket okozta közvetett vagy közvetlen módon). Ez a visszaálmodás egészen addig tart, amíg az élők teljesen meg nem bocsátanak a holtaknak, és amíg a felek meg nem szabadulnak minden érzelemtől – minden szenvedéllyel teli eseményt vissza kell vezetniük annak okára, egészen addig, amíg mindent meg nem értenek, át nem alakítanak tudássá.  A visszaálmodás célja a tökéletes egység (Beatitude) elérése, amely Yeats terminológiájában szimbolikusan a létezés egységének (Unity of Being) elérését jelképezi, amelyre minden embernek (halála után is) törekednie kell. Gergely Ágnes (költő) szavaival élve „A léleknek erőfeszítésébe kerül a szubjektív teljesség, a tökély, a „létezés egysége” (Unity of Being), az újjászületés. Át kell vergődnie az Örökkévalóság és az Idő, a halhatatlanság és az öregedés-pusztulás szembeforgó kúpjain. A halott lelke, akár Swifté az Írás az ablaküvegen szeánszán, újraéli egykori szenvedélyeit, bűneit, átéli elmúlt életét. Ez a „visszaálmodás” (dreaming back) […] a holdszakaszokhoz kötődik, s az önismerethez eljutott lélek újjászülethet, immár „az intellektus állapotá”-ból, az érzelemmentes egyensúlyból.”  Ebből a szempontból érdekes, hogy a Purgatóriumban a visszaálmodás folyamata befejezetlen marad, és a patadobaj újbóli megjelenésével újraindul, vagyis az Öregember hiába ölte meg apját és a saját fiát, édesanyja még mindig nem szabadult fel a teher alól. A Purgatóriumot olvasva az a kérdés is joggal felmerül, hogy vajon csak a holtak álmodnak/álmodhatnak-e vissza, vagy ugyanez elmondható az Öregemberről is. Helen Vendler például A csontok álmodása című, a visszaálmodás-elmélet szempontjából ugyancsak jelentős drámáról azt állítja, hogy ott nem csak a holtak álmodnak vissza, hanem az élő főszereplő is. Könnyen elképzelhető tehát, hogy a Purgatóriumban is hasonló jelenséggel állunk szemben.

### Hanyatlás
A színmű központi témája az angol-ír nemesség hanyatlásának ábrázolása. Yeats ebben a darabban a saját korával, a korabeli Írországgal foglalkozik, tehát a mű alanya modern Írország. Yeats számára Írország egyik legaggasztóbb problémája az angol-ír nemesség fokozatos degenerálódása, értékvesztése volt a növekvő, Yeats által megvetett kereskedő- és középosztály miatt, amely jelenség jól megmutatkozik az Öregember családjában: úgy tűnik, minden baj oka, hogy az Öregember édesanyja összeházasodott egy lovász fiúval, és gyermeket szült neki, amellyel beszennyezte az anya nemességét. A kritika úgy értelmezi az Öregembert mint a degenerált modern ír ember prototípusát. Az Öregembert ugyanakkor az angol-ír protestáns nemességet jelképező Nagy Ház (Great House / Big House) megtestesítőjének is tartják arisztokrata édesanyján keresztül. A dráma azon sorai, amelyek a ház régi állapotát mutatják be, a korabeli angol-ír Nagy Házak-ra emlékeztetnek: „Nagy emberek éltek és haltak itt: / Képviselő, ezredes, békebíró, / Kormányzó, kapitány, s a régiek, / Harcoltak a Boyne-nál, Aughrim mezején, / Mások Londonba, Indiába mentek, / De visszatértek meghalni ide, / Vagy Londonból jöttek minden tavasszal, / Hogy lássák mint borul virágba künn a  park, / Szerették a fákat: apám kivágta, / Hogy amit kártyán vesztett, megfizesse, / És költse lovakra, italra, nőre; / Szerették a házat, minden zugát, / Minden bonyolult hézagát, / Apám megölte: házat ölni, / Ahol nagyok nőttek, és párosodva haltak, / Főbenjáró vétség, kimondom én.” F. A. C. Wilson szerint a drámában a romos ház (és múltbeli virágzásának hangsúlyozása) nem csak a Nagy Ház jelképévé, hanem modern Írország szimbólumává is válik. Tehát szó szerinti értelemben a ház egy ír nemesi család hanyatlását mutatja, de allegorikus értelemben az Írországban zajló változásokat, fokozatos hanyatlást ábrázolja. Ezen kívül a kiszáradt, kopasz, egykor virágzó fa egyszerre jelképezi az Öregember és saját családjának sorsát, valamint minden kultúra, a világ rendjének megbomlását, egy kétezer éves ciklus végének apokaliptikus elérkeztét. Itt fontos megjegyezni, hogy Yeats történelem felfogása szerint kétezer évenként bekövetkezik egy apokalipszis, amely a káosz után egy újabb aranykort indít el a történelemben.

## Előadások
A Purgatóriumot először 1938. augusztus 10-én mutatták be az Abbey Színházban a National Theatre Society Ltd. produkciójaként. Az Öregembert Michael J. Dolan, a Fiút Liam Redmond játszotta. A rendező Hught Hunt, a díszlettervező pedig Anne Yeats volt. Az előadás Yeats saját beszámolója szerint telt házas volt , és nagy sikert aratott (lásd. Yeats levele Edith Shackleton Healdnak augusztus 22-én).
A második előadásra az Abbey Színházban 1938. december 5-én került sor, és december 10-ig összesen 6 alkalommal adták elő Michael J. Dolan rendezésében, Anne Yeats díszletterveivel, és Michael J. Dolan (Öregember), valamint Joseph Liannane (Fiú) főszereplésével.

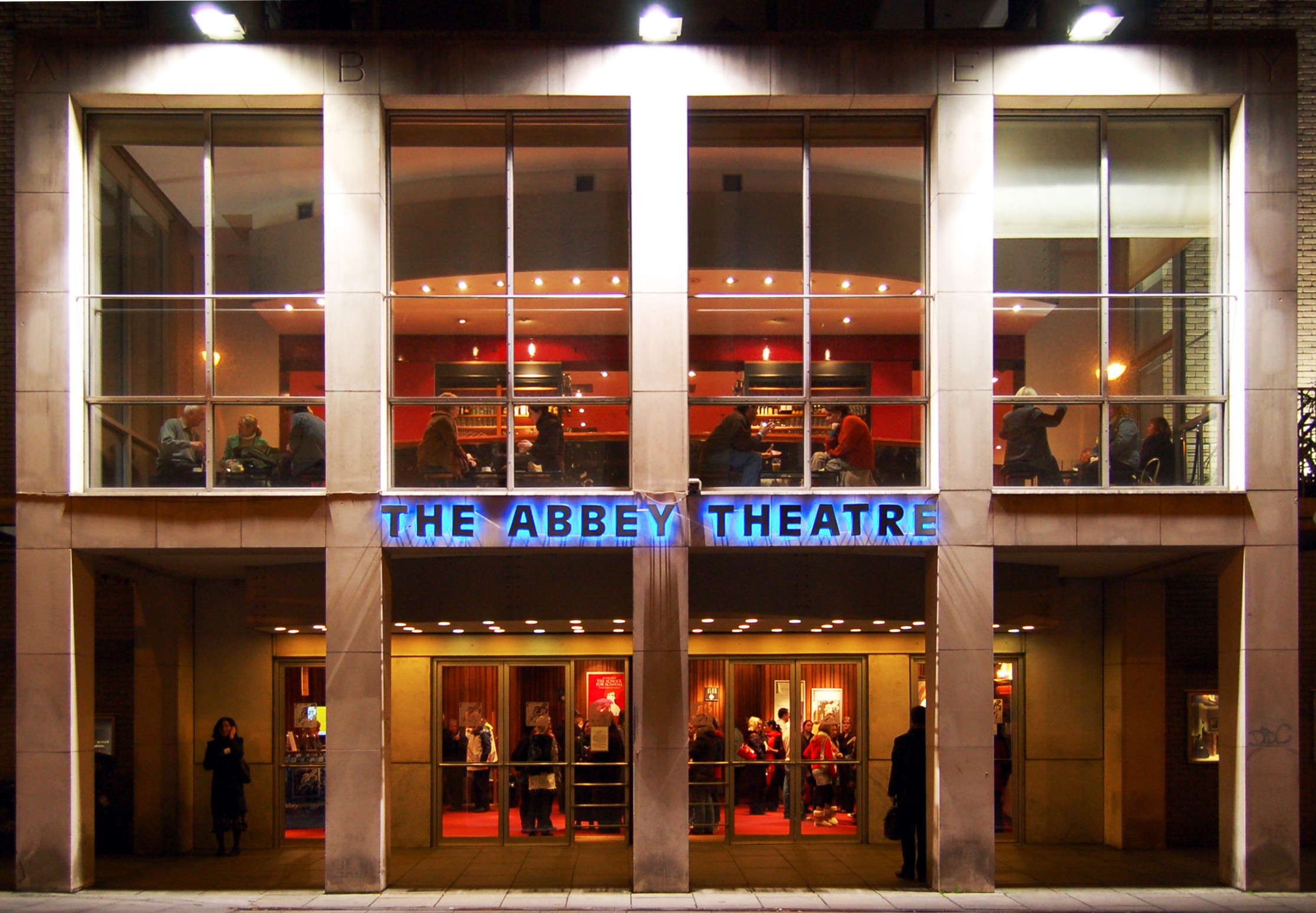
A dublini Abbey Színház

A Yeats halála (1939. január 28) utáni első előadásra 1939. május 11-én került sor ismét Michael J. Dolan rendezésével és főszereplésével. A Fiút már Cyril Cusack játszotta. Május 11 és 13 között négy alkalommal adták elő a darabot, de ez alkalommal nem az Abbey Színházban, hanem egy turné részeként Cambridge-ben az Arts Theatre-ben.
Az Abbey Színház ezt követően még négy alkalommal vette fel a Purgatóriumot a repertoárjába: 1970-ben, 1973-ban, 1990-ben, és 2004-ben. Ezen előadások mindegyikét már a dublini Peacock Theatre-ben mutatták be. 1970-ben 17 alkalommal, 1973-ban 20 alkalommal, 1990-ben 21-szer, majd 2004-ben pedig számos alkalommal szeptember 24 és október 26 között. A 2004-es előadásban már közreműködött Andrea Ainsworth hangrendező is Muirne Bloomer koreográfus is. A zenét Eddie Breslin írta hozzá, a rendező Morrison Conall volt, a főszerepet pedig Eamon Morrisey (Öregember) és Matthew Dunphy (Fiú) játszották. Az előadásban Seamus Heaney is közreműködött.
2008. május 31-én a new york-i Handcart Ensemble színpadán egy újabb jelentős produkció került bemutatásra Joan McCready rendezésében, Sam McCready főszereplésével, aki a belfasti Lyric Theatre egyik alapítója. Sam McCready a Nemzetközi Yeats Nyári Iskola dráma műhelyének vezetője, aki a diákok közreműködésével minden nyáron megrendez egy Yeats-darabot, amelyet az iskola végén a Hawk’s Well Színházban adnak elő. A Purgatórium előadására 1998-ban kerül sor Arthur Feinsod közreműködésével.
Sam McCready feldolgozásokat is készít Yeats műveiből, melyek egyike a Yeats in Limbo (Yeats a Limbusban) címet viseli. Ez a darab három Yeats drámát dolgoz fel: a Purgatóriumot, a Kálváriát (Calvary) és a Feltámadást (The Ressurrection). A bemutató előadásra 1983. június 28-án került sor a belfasti Lyric Theatre-ben.
Az utóbbi években a sligói székhelyű Blue Raincoat Theatre Company foglalkozik Yeats színművek feldolgozásával. 2015 nyarán a Blue Raincoat előadta vagy felolvasta Sligo különböző pontjain, hol szabadtéren, hol színházteremben, Yeats mind a 26 drámáját. A Purgatóriumot először 2013-ban a Tread Softly Festival keretein belül mutatták be a Knocknarea hegyen, Maeve királynő sírja mellett, július 25 és augusztus 9 között (amely egybeesett az éves Nemzetközi Yeats Nyári Iskola programjaival, illetve némileg annak részét is képezte). Ez az előadás mintegy 300 embert csábított fel a Knocknareára, akiknek az előadás előtt meg kellett mászniuk a hegyet (mert járművel nem lehet felmenni), vagyis már a darab előtt egyfajta zarándokutat kellett megtenniük. 2015. július 18-án ismét elő szerették volna adni a darabot, ezúttal a Ben Bulben hegy tetején. Az előadás elmaradt az eső miatt, de pár nappal később megtartották egy másik helyszínen Ciaran McCauley (Öregember) és Kiefer Short (Fiú) főszereplésével.

## Magyar nyelvű szakirodalom
A magyar nyelvű szakirodalom bár nem bővelkedik Yeats-tanulmányokban, az utóbbi évtizedekben kiadásra került néhány fontos könyv, illetve tanulmány Yeats-ről és drámáiról, melyek közül a legjelentősebbek:
Bertha Csilla, A drámaíró Yeats, Budapest: Akadémiai Kiadó, 1988.
---., „W. B. Yeats drámaírói útkeresése”,in: Az egri Ho Si Minh Tanárképző Főiskola füzetei 786., Eger : Ho Si Minh Tanárképző Főiskola, 1982. pp. 299–311.
Bődy Edit, „A drámai hős és világa W. B. Yeats A kócsagtojás című művében”, in: A tűnődések valósága, 2010 : írások Sarbu Aladár 70. születésnapjára, szerk. Borbély Judit és Czigányik Zsolt, Budapest : ELTE BTK Angol - Amerikai Int. Anglisztika Tansz., 2010. pp. 184–202.
---., Változatok egy hősre: az abszurd felé mutató jellegzetességek W. B. Yeats néhány drámájában, PhD értekezés, Budapest: ELTE, 2006.
Gergely Ágnes, Nyugat magyarja, Budapest: Szépirodalmi Kiadó, 1991.
Géher István László, „W. B. Yeats: az otthonosság maszkjai”, in: Nagyvilág, 40. évf., 7-8. sz., 1995. pp. 633–650.
Mesterházi Márton, „William Butler Yeats drámái”, in: Nagyvilág, 46. évf., 3. sz., 2001. pp. 455–470.

## Angol nyelvű szakirodalom
Az angol nyelvű szakirodalom rendkívül gazdag tanulmányokban és  monográfiákban úgy Yeats drámáiról, mint a visszaálmodás elméletéről, a Nó-színházzal való kapcsolatáról, és kifejezetten a Purgatóriumról is. Yeats drámáinak legjelentősebb kutatói: Peter Ure, F. A. C. Wilson, Brenda. S. Webster, Leonard E. Nathan, Norman A. Jeffares, A. S. Knowland, Richard Ellmann, Anthony Bradley, Helen Hennessy Vendler, Bernard O’Donoghue, Michael McAteer, Alexandra Poulain, Pierre Longuenesse, Sandra Siegel és Edward L. Shaughnessy. A visszaálmodás elmélettel és a Nó-színházzal kapcsolatban érdemes többek között Youngmin Kim, Wonkyung Shin, Barbara L. Croft és Neil Mann tanulmányait olvasni, valamint Catherine E. Paul és Margaret Mills Harper munkáit, akik Yeats Látomás (A Vision) című művének szerkesztésével foglalkoznak (az 1925-ös változat újabb, kritikai kiadása 2013-ban, az 1937-es változaté pedig 2015-ben jelent meg Margaret Mills Harper és Catherine Paul szerkesztésében és jegyzeteivel).